# 翁敬棠
翁敬棠（1884年—1956年）字剑洲，福建侯官（今福州）人。中华民国法学家、法官，中华人民共和国政治人物。

## 生平

### 早年生涯
翁敬棠生于清朝光绪十年（1884年）。父亲翁成琪是清朝进士，曾任广西藤县知县。翁敬棠自幼受到父亲教育，中秀才。1906年，自全闽大学堂毕业后，赴日本留学，入法政大学学习法律，1909年学成归国，获清朝学部奖授法政举人，此后任教于福建法政学校。
民国元年（1912年），翁敬棠任福建闽侯地方检察厅检察长。当时，福建军政府政务院院长彭寿松专权，因为外省旅闽人士要求增加特定议员专额，彭寿松派人暗杀了反对自己的闽籍人士、中国同盟会会员蒋筠，事后又派人暗杀了揭露其罪行的《民心报》主笔黄家宸，酿成“蒋黄惨案”。翁敬棠呈请福建都督孙道仁缉拿凶手，呈文递至司法司，因彭寿松专权，呈文被搁置。翁敬棠得知后，愤而辞职。
民国3年（1914年），翁敬棠担任京师地方检察厅检察官。同年9月，日本借口对德国宣战，取代了德国在中国山东的权益，出兵强占山东的青岛、济南等地，并奸淫掳掠。翁敬棠奉派赴山东调查事件真相，将日军在胶济铁路沿线的大量暴行汇集为书面材料上报，但袁世凯政府不敢对日本交涉。翁敬棠忧郁成病，司法部调其担任天津地方审判厅厅长。1916年袁世凯死后，翁敬棠复任京师地方检察厅厅长，不久，升任京师总检察厅检察官，兼任北京法政专门学校教授。

### 揭露“金佛郎案”
民国13年（1924年），段祺瑞出任中华民国临时政府执政，财政紧张。段祺瑞指示财政总长李思浩、外交总长沈瑞麟与法国公使就“金佛郎案”进行秘密谈判，以获得被扣的中国关税余款、盐税余款。（此前，法国要求自1922年起，中国在偿还庚子赔款时，改变原先按各国流通货币电汇之方法，改用金法郎计算，这将使中国蒙受极大损失，故中国未同意。法国乃串通各国列强，扣留了中国的关税余款、盐税余款，以逼迫中国政府让步）段祺瑞政府暗中答应了法国的要求，双方还进行了签字换约。协议公布之后，中国举国反对。
1924年6月17日，总检察厅指派翁敬棠调查该案。经3个多月的调查，翁敬棠在同年10月2日向总检察厅呈交了9000字的检举理由书，说明金佛郎案使中国蒙受的损失超过8000万元，认定该协议为“图利自己或他人或外国而故意议定”，李思浩、沈瑞麟已触犯刑律，要求总检察厅将二人依法治罪。同时，翁敬棠还将该检举书分寄各个报社发表，并且为避免遭受迫害而避往天津。次日，各报均采用显著标题刊登了检举书全文，中国舆论一片哗然。10月8日，翁敬棠在天津又检举前任司法总长章士钊“职掌司法行政……以促成此事”，有共犯情节，“应饬令该管检察厅并案办理，以肃法纪”。在中国舆论的压力下，已经调任教育总长的章士钊与沈瑞麟同请辞职。
段祺瑞得知此事后，搜捕翁敬棠，但未拿获。1924年10月下旬，司法部令总检察厅会同京师高等检察厅侦查此案。因段祺瑞政府袒护，数月时间过去，仅李思浩提交一份辩诉书。民国15年（1926年）3月6日，京师高等检察厅下达处分书，宣布对李思浩、沈瑞麟、章士钊3人不予起诉，认为李思浩等人“于吾国有损部分，则力求缩小；于薄有利益部分，则力予扩张”。翁敬棠不同意该处分，依法申请再议，但京师高等检察厅以翁敬棠并非原告为由驳回申请，了结了此案。翁敬棠乃在报纸上发表讲话，揭露全案的内幕，指京师高等检察厅“上下其手”，对政府官员加以包庇。1926年12月底，翁敬棠还在报上揭发“金佛朗案”，指由于意大利、比利时援此案为例，导致中国损失7000万元；加上法国的部分，中国损失共达2亿元以上。

### 南京政府
民国16年（1927年），武汉国民政府成立最高法院，翁敬棠任刑庭庭长。1928年，翁敬棠任南京国民政府最高法院一庭庭长。1937年抗日战争爆发，日军攻占上海，翁敬棠奉命在上海租界设立上海特区分庭，担任庭长。当时，汪精卫政权内政部部长陈群企图以同乡的关系要其出任伪职，被翁敬棠拒绝。1941年太平洋战争爆发，日军进占上海公共租界。翁敬棠奉调至福建省战时省会永安县，在该县吉山乡设最高法院闽浙赣分庭，并任庭长。
抗日战争胜利后，翁敬棠回到南京，任中央公务员惩戒委员会委员长。第二次国共内战期间，翁敬棠见国民党政府腐败，乃于1948年初辞职返回福州，任福建学院教授。南京政府发表翁敬棠为司法院大法官，他未接受；劝其赴台湾，他也未理会。
中华人民共和国成立后，翁敬棠当选福州市第一届人民代表大会代表，并担任福州市人民委员会委员、福建省政协委员。1954年6月，获聘为福建省文史研究馆副馆长。
1956年，翁敬棠在福州病逝。

## 著作
翁敬棠治学颇勤，还擅长书法。主要著作有：
- 《刑法论》
- 《公司法诠释》[1]